# Stazione di Lesina
La stazione di Lesina era una stazione ferroviaria, posta sulla ferrovia Adriatica, a servizio del comune di Lesina.

## Storia
La stazione venne inaugurata nel 25 aprile 1864 insieme alla tratta Scafa-Foggia, continuò il suo esercizio fino alla sua chiusura, avvenuta nell'11 settembre del 2001.